# John Pemberton
John Stith Pemberton, född 8 juli 1831 i Knoxville, Georgia, död 16 augusti 1888 i Atlanta, Georgia, var en amerikansk apotekare. 
Pemberton hade ett sabelsår från april 1865 som han fick under the Battle of Columbus. Hans morfinberoende ledde till att han började experimentera med smärtstillande mediciner. Han uppfann en patentmedicin 1866, som han till en början saluförde under namnet Pemberton's French Wine Coca och som 1886 kom att utvecklas till drycken Coca-Cola.